# Systems of Romance
Systems of Romance è il terzo album del gruppo inglese Ultravox, pubblicato nel 1978.

## Il disco
In questo album il chitarrista Stevie Shears viene sostituito da Robin Simon. Le sonorità punkeggianti di molti pezzi dei primi due album vengono definitivamente abbandonate per andare incontro a quel cambiamento elettronico che diventerà l'essenza della musica degli Ultravox di Midge Ure e dello stesso John Foxx che di li a poco, dopo aver abbandonato gli Ultravox, avrebbe dato vita a Metamatic, opera maestosa e glaciale, apripista dell'elettropop inglese.
Infatti Foxx e Currie viaggiano ormai su binari differenti, il primo proiettato verso un freddo e minimale orizzonte elettronico, il secondo invece aperto alle nuove tendenze new romantic che vanno sviluppandosi in Inghilterra. La separazione è inevitabile e gli Ultravox incontreranno la seconda parte della loro carriera senza John Foxx.
Classici dell'album sono il singolo Slow Motion, sintesi del dualismo Foxx – Currie, la spettrale e decadente Dislocation e Just for a moment che chiude l'album, dove Foxx canta su un tappeto di sintetizzatori, dolce e commovente commiato ai suoi Ultravox.

## Tracce
Testi di John Foxx.
1. Slow Motion (Chris Allen, Warren Cann, Billy Currie, John Foxx, Robin Simon) – 3:29
2. I Can't Stay Long (Currie, Allen, Cann, Simon, Foxx) – 4:16
3. Someone Else's Clothes (Foxx, Currie, Simon) – 4:25
4. Blue Light (Allen, Currie, Cann, Foxx, Simon) – 3:09
5. Some of Them (Foxx, Currie, Simon) – 2:29
6. Quiet Men (Foxx, Currie, Allen) – 4:08
7. Dislocation (Currie, Foxx) – 2:55
8. Maximum Acceleration (Foxx) – 3:53
9. When You Walk Through Me (Foxx, Simon, Currie) – 4:15
10. Just for a Moment (Currie) – 3:10

Tracce bonus live sulla riedizione del disco del 2006
1. Cross Fade (Cann, Allen, Currie, Foxx) – 2:53
2. Quiet Men (Full Version) (Foxx, Currie, Allen) – 3:55

## Formazione
- John Foxx: voce
- Robin Simon: chitarra
- Chris Cross: basso, cori
- Warren Cann: batteria, cori
- Billy Currie: violino